# Économie du journalisme

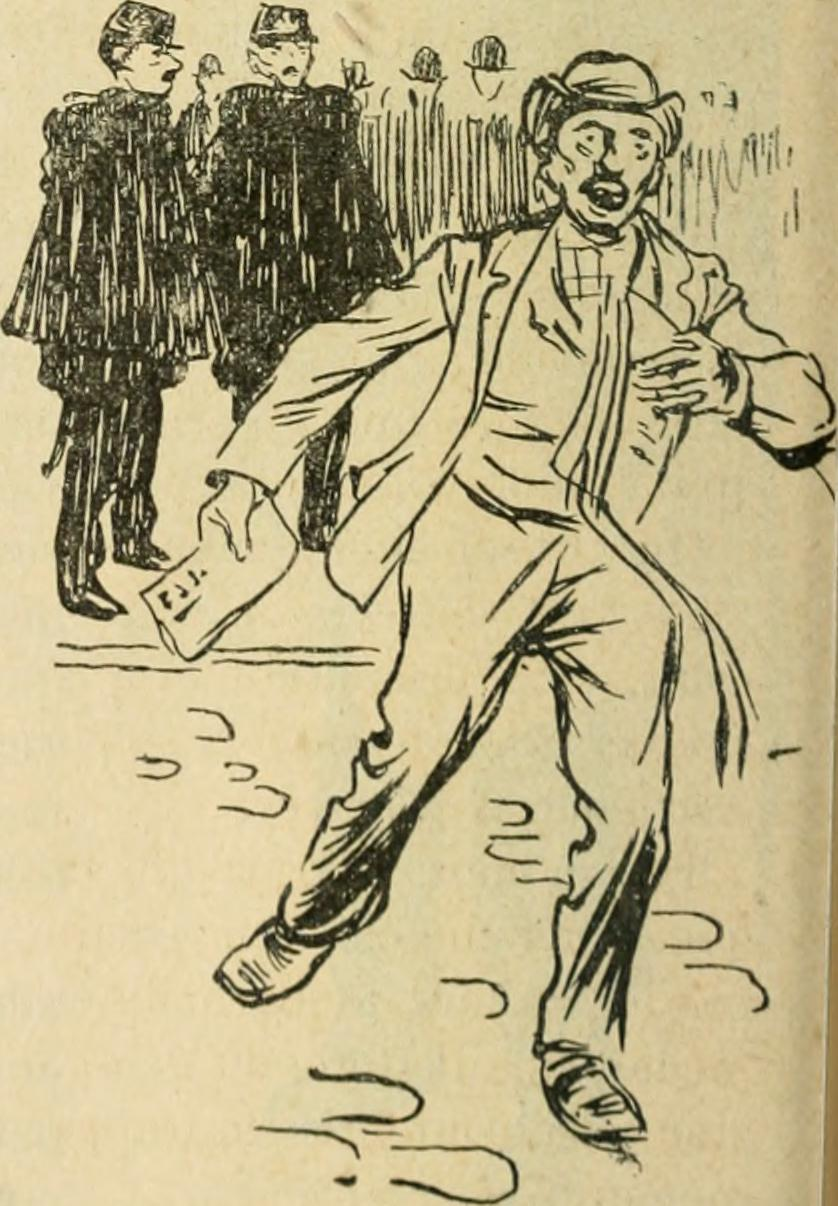
Vendeur de journaux dans « La Lecture », 1887

L'économie du journalisme est un domaine du savoir, qui s'intéresse à l'influence des mécanismes économiques sur l'activité journalistique, ainsi que le fonctionnement économique intrinsèque du journalisme.
L'économie du journalisme est un sujet de recherche scientifique et de réflexion encore émergent dans une forme autonome. Il distingue de l'économie des médias en s'intéressant à l'activité journalistique et la production des contenus plutôt qu'à l'organisation médiatique. Les deux domaines n'en sont pas moins fortement complémentaires.
Il vise à « analyser l’environnement économique dans lequel les journalistes exercent leur métier, et voir dans quelle mesure le métier de journaliste est obligé de muter pour s’adapter à l’évolution des contraintes ».